# Турецький дім (Рієка)
Турецький дім (хорв. Turska kuća або італ. Casa turca) — пам'ятка архітектури, будівля на розі вулиць Верді і Лисинського в місті Рієка (Хорватія). Збудований в другій половині XIX століття, в часи Австро-Угорської монархії.

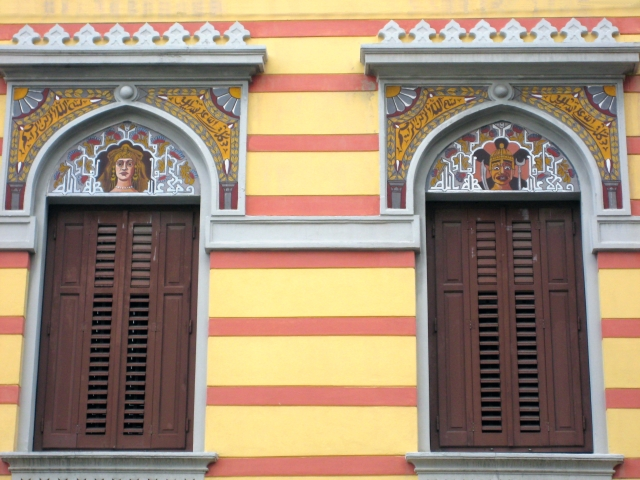
Обличчя на фасаді.

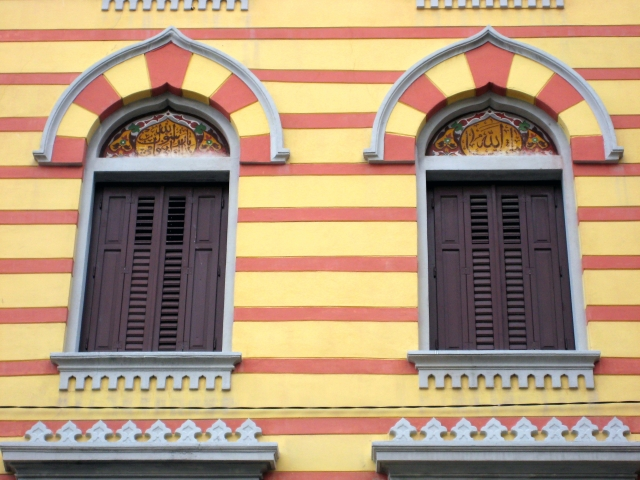
Арабськи письма понад вікнами.

Будинок у неомавританському стилі з арками над вікнами, балконними дверима і мансардними вікнами (точніше, вікнами під дахом), прикрашений квітковими та геометричними візерунками, людськими образами, арабським письмом і цифрами. Написи арабською мовою виконані в різних варіантах арабського письма. Навколо написів квіткові орнаменти і принти на куполоподібних підковах над вікнами, дверима і під дахом.
Будинок був власністю Ніколаі Ніколакі-ефенді Ноклаідес (Nikolaja Nikolaki-efendije Nikolaides) (1855–1933), колишнього дипломатичного і торговельного представника Османської імперії в Іспанії, а потім консула в Рієці в 1898 році.
|  |  |  |  |  |
|  |  |  |  |  |